# Terremoto de Noto de 2023
El terremoto de Noto de 2023 fue un terremoto de magnitud 6,3 que sacudió la costa de la prefectura de Ishikawa, Japón, el 5 de mayo de 2023 a las 14:42 hora local. Se ubicó a 49 kilómetros al noreste de Anamizu, distrito de Hōsu, con la ciudad de Suzu más cercana al epicentro.

## Entorno tectónico
El extremo nororiental de la península de Noto ha estado sujeto a un enjambre de terremotos durante más de dos años; el terremoto es el evento más grande en este enjambre, superando a un evento de magnitud 5,4 que tuvo lugar el 19 de junio de 2022.
El terremoto se ubicó en una zona de deformación por compresión que está asociada con el límite entre la Placa de Amur y la Placa de Ojotsk. En esta área, la Placa de Ojotsk está convergiendo hacia el oeste-noroeste hacia la Placa de Amur con una velocidad de aproximadamente 9 mm/año y una tasa de convergencia máxima de 24 mm/año. Las placas de Amur y Ojotsk son placas relativamente pequeñas que se encuentran entre la placa del Pacífico y la placa euroasiática. La Placa del Pacífico converge al oeste-noroeste hacia la Placa Euroasiática a unos 90 mm/año.

## Terremoto
El terremoto tuvo una magnitud de 6,2, 6,3 o 6,5 según el Servicio Geológico de Estados Unidos, GCMT y la Agencia Meteorológica de Japón, respectivamente. Golpeó a las 14:42 hora estándar de Japón a una profundidad de 8,7 kilómetros. Según la Agencia Meteorológica de Japón, se registró una intensidad máxima de Shindo 6+, mientras que el Servicio Geológico de los Estados Unidos estimó una intensidad máxima de Mercalli Modificada de VIII. El terremoto tuvo un mecanismo focal correspondiente al fallamiento inverso. Una réplica de magnitud 5,6 golpeó el área a las 21:58 hora estándar de Japón, seguida de otra réplica, a las 23:18 hora estándar de Japón de magnitud 4,5, junto con otras 50 réplicas que golpearon el 6 de mayo, entre magnitud 2,0 y 5,0.

## Daños
Según los informes, dieciocho edificios se derrumbaron y otros 719 resultaron dañados, y dos personas quedaron atrapadas bajo los escombros antes de ser rescatadas. Un edificio de cada uno también sufrió daños parciales en Wajima y Kanazawa. Cayeron tejas del techo de una estación de tren en Suzu. Múltiples edificios y estructuras sufrieron graves daños, incluido un hotel, lápidas en un cementerio, un granero, un santuario sintoísta, una estación de policía en Suzu y numerosas casas. También se reportaron deslizamientos de tierra, que causaron el derrumbe parcial o daño de casas en las laderas de las montañas. Un hombre que se cayó de una escalera y sufrió un paro cardíaco sucumbió a sus heridas más tarde en el hospital. Al menos otras 44 personas resultaron heridas, incluidas dos personas que cayeron inconscientes, dos personas heridas por casas derrumbadas, un menor que fue golpeado por un armario que se cayó y otro que sufrió quemaduras. Dos de los heridos se encontraban en estado grave y el resto recibió heridas leves. El Mitsukejima, que anteriormente se vio afectado por un terremoto de intensidad inferior a 6,0 el año anterior, se derrumbó parcialmente. Dos ascensores se apagaron automáticamente en los rascacielos Abeno Harukas en Osaka, dejando a algunos varados antes de ser evacuados. Veinte hogares sufrieron un corte de electricidad en Suzu, y más de 120 perdieron el suministro de agua.

## Respuesta
Debido al terremoto, alrededor de 1.600 personas fueron evacuadas. En la prefectura de Ishikawa, 250 personas se refugiaron en centros de evacuación. La Agencia Meteorológica de Japón advirtió a los ciudadanos de Ishikawa que podrían ocurrir fuertes réplicas durante al menos una semana. El alcalde de Suzu, emitió un aviso de emergencia por terremoto y evacuó varios hogares, dijo que la ciudad no necesitaría la ayuda de las Fuerzas de Autodefensa de Japón debido al terremoto. El primer ministro Fumio Kishida también declaró que se tomarán más medidas en los días siguientes, mientras se comunica con varios funcionarios, también para evitar otras víctimas en caso de una fuerte réplica.